# Peter Blundell Jones
Peter Blundell Jones (* 4. Januar 1949 nahe Exeter; † 19. August 2016) war ein britischer Architekturhistoriker.

## Leben
Peter Blundell Jones war das zweite von drei Kindern des orthopädischen Chirurgen Geoffrey Jones und dessen Frau Avis (geborene Dyer). Er besuchte eine preparatory school in Exeter, sowie eine Schule in Tiverton. 1966 begann er an der Architectural Association School of Architecture in London zu studieren. 1972 schloss er sein Studium. Jones widmete sich nun seinem Buch über Hans Scharoun. Danach entwarf er das Round House in Stoke Canon und unterrichtete für ein Jahr an der North London Polytechnic und der University of Bath. Neben seiner Unterrichtstätigkeit schrieb er für den Architectural Review und das Architectural Journal. Von 1979 bis 1983 war er assistant lecturer an der University of Cambridge. Ab 1988 war er an der South London Polytechnic tätig, erst als principal lecturer, sowie anschließend als Reader. 1994 erfolgte seine Berufung zum Professor an der School of Architecture der University of Sheffield.
Jones war zweimal verheiratet. Aus seiner ersten Ehe, von 1979 bis zu dem Tod seiner Frau 1989, gingen zwei Kinder hervor. 1994 heiratete er erneut. Aus dieser Ehe ging eine Tochter hervor. Jones starb im August 2016 an einer Krebserkrankung.

## Veröffentlichungen (Auswahl)
- Hans Scharoun (1978)
- Modern Architecture Through Case Studies, Band 1 (2002)
- mit Doina Petrescu, Jeremy Till: Architecture and Participation (2005)
- mit Eamonn Canniffe: Modern Architecture Through Case Studies, Band 2 (2007)
- mit Mark Meagher: Architecture and Movement: The Dynamic Experience of Buildings and Landscapes (2015)
- Architecture and Ritual (2016)